# Freak of Nature
Freak of Nature je v pořadí druhým albem americké popové zpěvačky Anastacie, které vyšlo 11. prosince 2001.
Zajímavostí tohoto alba je, že nejde přehrát na žádném počítači, čímž se chtěla zpěvačka vyvarovat kopírování desky nelegálním způsobem.

## Seznam písní
1. Freak of Nature
2. Paid My Dues
3. Overdue Goodbye
4. You'll Never Be Alone
5. One Day In Your Life
6. How Come The World Won't Stop
7. Why'd You Lie To Me
8. Don'tcha Wanna
9. Secrets
10. Don't Stop (Doin' It)
11. I Dreamed You
12. I Thought I Told You That (feat. Faith Evans)
13. Someday My Prince Will Come
14. Boom (oficiální hymna mistrovství světa ve fotbale 2002)

## Umístění ve světě
- USA - 27. místo

*Celosvětový prodej - 10 milionů